# Василије Нови
Преподобни Василије Нови је хришћански светитељ. Најпре је живео у шуми, без крова и огњишта. Када су га ухватили и упитали ко је, он је одговорио: "Један од живих на земљи". Посумњали су за њега да је шпијун и много су га мучили. Када је ослобођен остатак живота је мирно проживео у Цариграду. Хришћани верују да је прозирао у све тајне људске, предсказивао будућност и чинио велика чуда. Његова послушница је била старица Теодора, за коју хришћани верују да се када је умрла јавила Григорију, послушнику Василијевом, и описала му двадесет митарства, кроз које свака душа мора да прође. Свети Василије је мирно сконча 25. марта (7. априла) 944. године. Хришћани такође верују да је виђен после смрти у великој слави на небесима од једног Цариграђанина.
Српска православна црква слави га 26. марта по црквеном, а 8. априла по грегоријанском календару.